# Kosmos 775
O Kosmos 775 (em russo: Космос 775, significado Cosmos 775) foi um satélite soviético de sistema de alerta anti-mísseis intercontinentais. Foi desenvolvido como parte do programa Oko de satélites artificiais. O satélite foi projetado para identificar lançamentos de mísseis usando telescópios ópticos e sensores infravermelhos.
O Kosmos 775 foi lançado em 08 de outubro de 1975 do Cosmódromo de Baikonur, União Soviética (atualmente no Cazaquistão), através de um foguete Proton-K. 